# Anthus campestris
Il calandro (Anthus campestris (Linnaeus, 1758)) è un uccello passeriforme della famiglia dei Motacillidi, appartenente al genere Anthus.

## Descrizione
Il calandro ha una lunghezza che oscilla fra i 15 e i 20 cm con un corpo color sabbia con macchie brune nella livrea e sul ventre è un po' più chiaro. Il suo volo è molto veloce poiché allarga le ali per poi raccoglierle improvvisamente. Invece, per quanto riguarda il canto e le movenze ricorda molto le allodole correndo in posizione quasi orizzontale sollevando e abbassando ritmicamente la coda.

## Biologia

### Alimentazione
Si nutre di semi e piccoli insetti.

### Riproduzione

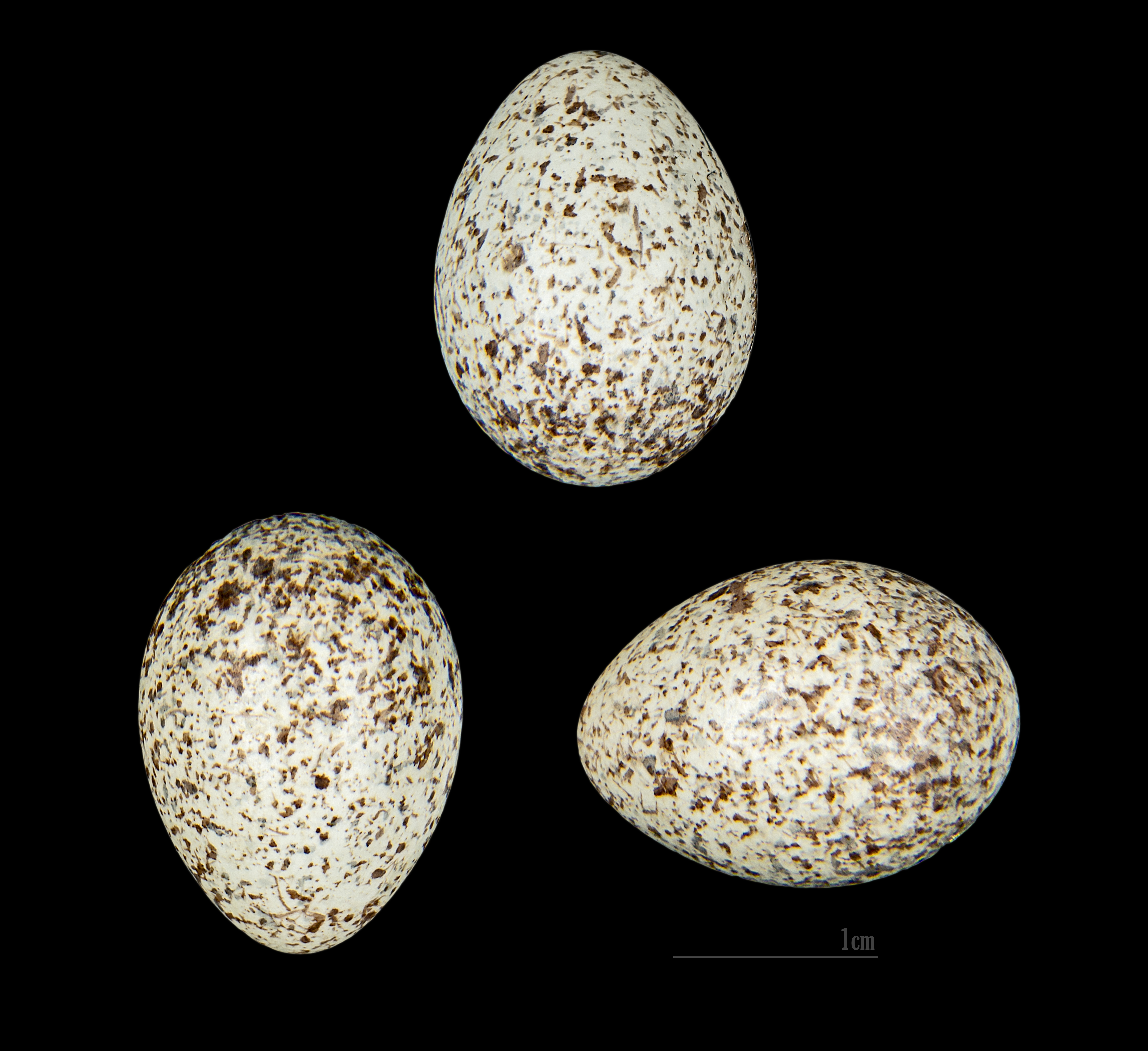
Anthus campestris

Il calandro costruisce nidi in depressioni del terreno, foderandoli di erba secca e radici nella parte interna; foglie secche, muschio e radici nella parte esterna. Le uova sono covate dalle femmine e sono generalmente 4 o 6 per covata e di colore bianco striate sul rossiccio quasi marrone.

## Distribuzione e habitat
La specie ha un ampio areale che comprende Europa, Africa e Asia.
In Italia è diffuso in quasi tutta la penisola ed in modo particolare può essere trovato in Campania nel Parco Nazionale del Cilento e Vallo di Diano e nel Contrafforte pliocenico nella città metropolitana di Bologna.
Può essere trovato in zone sabbiose, cespugliose ed incolte.